# The Money Store
The Money Store è l'album di debutto del gruppo statunitense Death Grips, pubblicato nel 2012.
Il disco ottiene un punteggio pari a 81/100 sul sito Metacritic.
| Recensione        | Giudizio |
| ----------------- | -------- |
| AllMusic          | [ 3 ]    |
| NME               | [ 4 ]    |
| Los Angeles Times | [ 5 ]    |
| Q                 | [ 6 ]    |
| Spin              | [ 7 ]    |
| Pitchfork         | [ 8 ]    |

## Tracce
Testi di Death Grips.
1. Get Got – 2:52
2. The Fever (Aye Aye) – 3:07
3. Lost Boys – 3:06
4. Blackjack – 2:22
5. Hustle Bones – 3:03
6. I've Seen Footage – 3:23
7. Double Helix – 2:37
8. System Blower – 3:44
9. The Cage – 3:31
10. Punk Weight – 3:25
11. Fuck That – 2:25
12. Bitch Please – 2:57
13. Hacker – 4:36

## Classifiche
| Classifica (2012)         | Posizione massima |
| ------------------------- | ----------------- |
| Stati Uniti               | 130               |
| US Alternative Albums     | 24                |
| US Heatseekers Albums     | 3                 |
| US Top Rap Albums         | 14                |
| US Top Rock Albums        | 39                |
| US Top R&B/Hip-Hop Albums | 5                 |
| US Vinyl Albums           | 19                |